# Tournoi des Cinq Nations 1949
Navigation
Tournoi 1948 Tournoi 1950
Le Tournoi des Cinq Nations 1949, le vingtième, (du 15 janvier au 26 mars 1949) voit la deuxième victoire consécutive de l'Irlande seule, qui remporte la Triple Couronne après son premier Grand Chelem en 1948.

## Classement
| Rang | Nations        | J | V | N | D | PP | PC | Δ   | Pts |
| ---- | -------------- | - | - | - | - | -- | -- | --- | --- |
| 1    | Irlande (T)    | 4 | 3 | 0 | 1 | 41 | 24 | +17 | 6   |
| 2    | Angleterre     | 4 | 2 | 0 | 2 | 35 | 29 | +6  | 4   |
| 2    | France         | 4 | 2 | 0 | 2 | 24 | 28 | -4  | 4   |
| 2    | Écosse         | 4 | 2 | 0 | 2 | 20 | 37 | -17 | 4   |
| 5    | Pays de Galles | 4 | 1 | 0 | 3 | 17 | 19 | -2  | 2   |

- Légende
J matches joués, V victoires, N matches nuls, D défaites, Δ différence de points PP-PC
Pts points de classement (barème : 2 points pour une victoire, 1 point en cas de match nul, rien pour une défaite)
T Tenante du titre 1948.
- L'Irlande vainqueure avec meilleures attaque et différence de points.
- Bien que dernier, le pays de Galles a la meilleure défense.

## Résultats
Les matches du troisième Tournoi d'après-guerre ont lieu le samedi :
| Colombes, 15 janvier 1949  | France         | 00 - 8  | Écosse         |
| Cardiff, 15 janvier 1949   | Pays de Galles | 09 - 3  | Angleterre     |
| Dublin, 29 janvier 1949    | Irlande        | 09 - 16 | France         |
| Édimbourg, 5 février 1949  | Écosse         | 06 - 5  | Pays de Galles |
| Dublin, 12 février 1949    | Irlande        | 14 - 5  | Angleterre     |
| Londres, 26 février 1949   | Angleterre     | 08 - 3  | France         |
| Édimbourg, 26 février 1949 | Écosse         | 03 - 13 | Irlande        |
| Swansea, 12 mars 1949      | Pays de Galles | 00 - 5  | Irlande        |
| Londres, 19 mars 1949      | Angleterre     | 19 - 3  | Écosse         |
| Colombes, 26 mars 1949     | France         | 05 - 3  | Pays de Galles |

## Les matches de la France
Fiches techniques des rencontres de la France :

### France - Écosse
Troisième victoire consécutive de l'Ecosse devant la France :
| 15 janvier 1949 Temps froid ; vent léger. | France | 0 - 8 (0-3)                                                          | Écosse | Stade de Colombes Terrain gras 28 000 spectateurs Arbitre : T Pearce |
| 15 janvier 1949 Temps froid ; vent léger. |        | Essai(s) : 2 W Elliott P Kinninmonth Transformation(s) : W Allardice |        | Stade de Colombes Terrain gras 28 000 spectateurs Arbitre : T Pearce |
| 15 janvier 1949 Temps froid ; vent léger. |        |                                                                      |        | Stade de Colombes Terrain gras 28 000 spectateurs Arbitre : T Pearce |

### Irlande - France
Seconde victoire de suite des Bleus face aux joueurs au Trèfle :
| 29 janvier 1949 Temps couvert avec vent. | France                                                                              | 16 - 9 (8-6) | Irlande                  | Lansdowne Road, Dublin Bon terrain 35 000 spectateurs Arbitre : T Pearce |
| 29 janvier 1949 Temps couvert avec vent. | Essai(s) : 2 Basquet Lassègue Transformation(s) : 2/2 J Prat Pénalité(s) : 2 J Prat |              | Pénalité(s) : 3 G Norton | Lansdowne Road, Dublin Bon terrain 35 000 spectateurs Arbitre : T Pearce |
| 29 janvier 1949 Temps couvert avec vent. |                                                                                     |              |                          | Lansdowne Road, Dublin Bon terrain 35 000 spectateurs Arbitre : T Pearce |

### Angleterre - France
Les Français n'arrivent toujours pas à gagner dans le "Temple du rugby" :
| 26 février 1949 Vent violent par rafales. | Angleterre                                                           | 8 - 3 (5-0) | France            | Twickenham, Londres Pelouse parfaite 70 000 spectateurs Arbitre : Mr Trevor-Jones (pays de Galles) |
| 26 février 1949 Vent violent par rafales. | Essai(s) : L Cannell Transformation(s) : W Holmes Drop(s) : I Preece |             | Drop(s) : Alvarez | Twickenham, Londres Pelouse parfaite 70 000 spectateurs Arbitre : Mr Trevor-Jones (pays de Galles) |
| 26 février 1949 Vent violent par rafales. |                                                                      |             |                   | Twickenham, Londres Pelouse parfaite 70 000 spectateurs Arbitre : Mr Trevor-Jones (pays de Galles) |

### France - pays de Galles
C'est la troisième fois depuis 1928 que les Français prennent le meilleur sur les Gallois :
| 26 mars 1949 Temps printanier | France                                          | 5 - 3 | Pays de Galles     | Stades Yves-du-Manoir, Colombes Bon terrain 41 000 spectateurs Arbitre : T Lambert |
| 26 mars 1949 Temps printanier | Essai(s) : Lassègue Transformation(s) : Alvarez |       | Essai(s) : K Jones | Stades Yves-du-Manoir, Colombes Bon terrain 41 000 spectateurs Arbitre : T Lambert |
| 26 mars 1949 Temps printanier |                                                 |       |                    | Stades Yves-du-Manoir, Colombes Bon terrain 41 000 spectateurs Arbitre : T Lambert |